# Oresama Teacher
Oresama Teacher (俺様ティーチャー Ore-sama Tīchā?, Yo soy el profesor) es un manga serializado en la revista de manga shōjo Hana to Yume desde 2007 hasta 2020, escrito e ilustrado por Izumi Tsubaki. Hasta julio de 2016, 22 volúmenes encuadernados se han publicado bajo la etiqueta de "Hana to Yume Comics". El manga es publicado en inglés por Viz Media y Madman Entertainment, y en francés por Delcourt .

## Argumento
Mafuyu Kurosaki es la "banchou" (líder de pandilla) de la escuela Higarashi, muy fuerte y temida por todos. Debido a algunas circunstancias, Mafuyu fue arrestada por un policía y debido a eso, fue expulsada de la escuela. Su madre se entera de sus peleas y la interna en la Academia Midorigaoka, lejos de su ciudad natal, obligándola a vivir sola, amenazándola con desheredarla en caso de que se meta en líos. Ahora Mafuyu con el propósito de convertirse en una chica femenina, intenta tener una vida escolar normal tratando de convertirse en el prototipo de chica brillante y super femenina de instituto, y graduarse sin meterse en problemas. Sin embargo, las cosas no parecen ser tan fácil cuando se entera de que su maestro de aula, Saeki Takaomi, es un viejo amigo de su pasado, que era sobre todo la razón por la que Mafuyu se convirtió en delincuente.

## Personajes

### Club Disciplinario
Mafuyu Kurosaki (黒崎 真冬 Kurosaki Mafuyu?)
Mafuyu es una chica de preparatoria y banchou de una banda de renombre que une muchos delincuentes en la prefectura de Saitama. Después de que ella es arrestada por la policía, su madre la transfiere a la Academia Midorigaoka donde llega a vivir por su cuenta como una estudiante normal de preparatoria con la condición de que ella sería desheredada si comenzaba a pelear de nuevo. Mafuyu estaba decidida a transformarse de una delincuente a una dama adecuada y convertirse en una super fenemina ultra-brillante estudiante de preparatoria , sin embargo, descubre que Midorigaoka está llena de delincuentes, y que su amigo de la infancia, quien la metió en las peleas y las pandillas, ahora es su tutor. Con el fin de evitar ser atrapada durante sus peleas , ella se pone una máscara de conejo, llamándose a sí misma "Usa-chan" (ウサちゃんマン ? ), y, a veces vestida como un delincuente varón "Natsuo" (夏男 ? ), llevando una peluca, un uniforme chicos de su antigua escuela, y botas de plataforma . Ella mantiene estas identidades ocultas a todos, salvo para Saeki, sin embargo Hayasaka y Okegawa no pueden dejar de notar una intensa aura de batalla a su alrededor, así como sus instintos de batalla. Bajo el nombre "Snow", Kurosaki mensajea con un amigo por correspondencia llamado "Strawberry Love" (en realidad Okegawa) utilizando una paloma mensajera que ella salvó de morir ahogada. Durante la serie, ella también trata de recordar una idea de su pasado que involucra Saeki.
Takaomi Saeki (佐伯鷹 Saeki Takaom?)
El personaje principal de la historia, Saeki es el profesor de Mafuyu. Es considerado por sus alumnos como tenebroso. Antes de la serie, se llamaba Takaomi Gojou, un delincuente fuerte y notorio de la escuela preparatoria y vecino de Mafuyu. Él es la causa del carácter delictivo de Mafuyu, ya que él fue quien le enseñó a luchar y defenderse, todo para su diversión. Él hace una apuesta con el director de la escuela que consiste en duplicar la matrícula de la escuela en tres años, pero si él pierde, no se le pagará durante cinco años. Él forma el Club Disciplinario con Kurosaki y Hayasaka como miembros fundadores. Él algunas veces todavía se comporta como un delincuente. Su resistencia y habilidades de combate son cuestionables sobre si es o no es incluso humano. Mafuyu era la única cosa que le daba miedo, debido a su comportamiento excesivamente terco pero amable hacia él cuando ella era niña. Todavía no le ha dicho a Mafuyu sobre todos sus recuerdos pasados olvidados entre ellos dos, en particular acerca de un accidente en el que estuvieron involucrados antes de que él se trasladara, que es la razón por la cual Mafuyu perdió parte de sus recuerdos acerca de él.
Kaori Hayasaka (早坂 香 Hayasaka Kaori?)
El primer amigo verdadero de Mafuyu en su nueva escuela. Él está en la misma clase que Mafuyu. La primera impresión que Hayasaka tuvo de ella, cuando Mafuyu se sentó a su lado en la clase,  era que ella tenía un aura mortal y tenía un enorme instinto asesino, pero las acciones particulares de Mafuyu le han hecho pensar lo contrario. Él es también un miembro del Club Disciplinario. Él es sorprendentemente caballeroso, cuando pelea toma todos los ataques del enemigo de frente, diciendo que él se siente como si estuviera huyendo cuando esquiva. Tiene talento en las peleas uno contra uno, pero es demasiado impetuoso. También es especialmente bueno en el bordado. Aunque a veces parece indiferente hacia Mafuyu (debido a su manera excesivamente cariñosa en la que ella muestra su amistad), él realmente se preocupa por ella. A menudo se preocupa por su seguridad y trata de mantener las peleas lejos de ella (pero él no se da cuenta de que a menudo ella es la que resuelve los combates). Esto se demostró cuando él creía que había sido secuestrada por el Club de Guardaespaldas en el capítulo 20, corriendo a su rescate cuando recibió una nota de rescate. Él tiene un profundo respeto tanto por Usa-Chan Man como por Natsuo, sin saber que ambos son la misma persona (Mafuyu).
Shinobu Yui (由井 忍 Yui Shinobu?)
Shinobu es un ninja autoproclamado que se une al Club Discplinario en un intento de acabar con ellos para ayudar al presidente del consejo estudiantil. Sólo él y el presidente del Consejo Estudiantil son conscientes de este hecho, sin embargo, a pesar de sus apariencias, él demuestra ser bobo y tonto como los otros dos debido a su amor por los ninjas. A menudo regaña a Hayasaka y Kurosaki por no estar debidamente capacitados y con frecuencia intenta enseñarles tácticas ninjas. Él traicionó al Club Disciplinario después de descubrir sus debilidades, pero descubrió que poco a poco empezó a sentido afecto hacia Mafuyu y Hayasaka debido a su amabilidad genuina y a aceptar abiertamente sus peculiaridades, elogiándolo en las cosas por las que a menudo es visto como un tonto (como su amor para los ninjas y tácticas) e incluso mostrando verdadera preocupación por su bienestar ya que ambos lo consideran como un "amigo". Finalmente aprende a abrirse a ellos. Tanto es así que él ayudó al club en vez de hacer algo para destruirlo. Sabe el secreto de Mafuyu, que es la ex banchou de Higashi High, Usa-Chan y Natsuo.
Aki Shibuya (渋谷 亜希 Shibuya Aki?)
Conocido por las chicas como Akki (アッキ Akki ? ), es un nuevo estudiante de primer año, Shibuya es originario de Higashi Middle School y llegó a la Academia Midorigaoka en busca de Mafuyu. Sabe que Mafuyu fue la ex Banchou de Higashi High y la buscó con la esperanza de convertirse en su subordinado. Su filosofía era que si había una persona fuerte a la que podía pegarse iba a resolver todos los problemas. Según Kangawa, Shibuya necesita ser protegido de sí mismo debido a sus relaciones con las mujeres y que no es un yanqui, sino una persona normal. Shibuya es muy popular entre las mujeres porque él inocentemente las felicita y las hace sentir especial causando complicaciones debido a que las chicas después de conocerlo rompen con sus novios. Sabe que Mafuyu es Natsuo y Usa-Chan después de señalar las similitudes entre ellos solo viendo sus fotografías. Shibuya también es conocido por ser experto en la aplicación de maquillaje, en el reconocimiento de las alturas de la gente y decirle a sus medidas a simple vista.
Kyotaro Okegawa (桶川 恭太郎 Okegawa Kyōtarō?)
Un estudiante de tercer año que fue el banchou de la Academia Midorigaoka antes de ser derrotado por "Natsuo". Cuando fue suspendido por cuatro días, se va con Mafuyu a ver una película donde ella aprende que él es un romántico de corazón, y adora las cosas lindas, como los personajes de la serie de ficción Nekomata. Él es el dueño de la paloma que Mafuyu salvó hace un año y es el amigo por correspondencia de Mafuyu, "Strawberry Love", aunque ninguno de ellos son conscientes de la conexión. Él valora la amistad de Mafuyu y busca su consejo cuando encuentra algo le preocupa. Más tarde recupera su posición de banchou durante el festival de Midorigaoka cuando venció a propósito Natsuo después de descubrir que Natsuo es Mafuyu después de que ella admitiera a él que él es el verdadero Banchou que necesita Midorigaoka. Él, al igual de Mafuyu, sabe comunicarse por código morse.

### Consejo Estudiantil
Miyabi Hanabusa (華房 雅 Hanabusa Miyabi?)
Esle Presidente del consejo estudiantil y el hijo del Director. Él es consciente de la verdadera historia de Midorigaoka y de la apuesta que tiene Saeki. A pesar de su aspecto femenino, puede ser muy astuto y es capaz "esclavizar" con sólo una mirada (trabajando con eficacia en Mafuyu y Hayasaka). A menudo está sonriendo, es difícil saber lo que pasa en su mente. No se sabe si realmente se preocupa por el resto de los miembros del consejo estudiantil (a menudo ayudándoles y dándoles consejos) y si él realmente toma en serio la apuesta. Aunque es extremadamente débil físicamente, (él rompió los dos brazos luchando contra matones) es más astuto e inteligente de lo que parece.
Shuntarō Kōsaka (高坂 俊太郎 Kōsaka Shuntarō?)
De segundo año (clase 3) y miembro del Consejo Estudiantil. Sus planes siempre deben ser perfector y entra en pánico cuando se le presenta un problema no previsto dentro de ellos. Él fue el responsable del plan para arruinar el festival de la escuela llevando una guerra de bandas dentro de la escuela (que fue detenido por los esfuerzos de Okegawa y Mafuyu como Natsuo).
Wakana Hōjō (北条 若菜 Hōjō Wakana?)
Segundo año (clase 2) y miembro del Consejo Estudiantil. Ella, junto con Yui, parece ser la más cercana al Presidente y ha estado con ellos durante mucho tiempo. Inicialmente ella custodiaba al Presidente Miyabi a petición de su padre, que es un subordinado de la madre de Miyabi, pero ahora lo hace porque quiere y planea estudiar para convertirse en (muy probablemente) su secretaria. Lleva el pelo recogido en una alta cola de caballo y, a menudo es vista llevando una espada de bambú. Ella es una peleadora dura, seria y de carácter fuerte. Ella no quería creer que Yui había traicionado al Presidente (sin saber que estaba planeado) y lo ve como un traidor a causa de ello. Es la supervisora de la aprobación de los Clubes. Se dio a entender que está enamorada de Yui.
Reito Ayabe (綾部 麗人 Ayabe Reito?)
El único miembro poco dispuesto del Consejo Estudiantil. A menudo lleva una funda de guitarra atada a la espalda. Misteriosamente se vuelve más fuerte en el antiguo edificio de la escuela y se las arregla para derrotar completamente Mafuyu después de retarla con una carta de desafío. Tiene una fuerte aversión hacia todo lo sucio y grandes habilidades para las tareas domésticas. Debido a su ira hacia la falta de limpieza, es capaz de llegar a ser físicamente más fuerte durante la limpieza. Por eso también lleva una escoba, que él ha llamado Fujishima-san, en un estuche de guitarra alrededor. Debido a problemas con sus hermanos se fue a casa para quedarse en un dormitorio en la escuela, y nunca se mantuvo en contacto con ellos hasta Mafuyu intervino. El Presidente lo vio durante uno de los ataques y utilizó la información para chantajearlo a unirse al Consejo Estudiantil, mientras que Mafuyu está dispuesta a permanecer en silencio siempre y cuando este le prepare bentos. Sabe que Mafuyu es Natsuo, sin embargo ha tomado una posición neutral respecto a la apuesta.
Kanon Nonoguchi (野々口 歌音 Nonoguchi Kanon?)
A ella parece no le gustan los hombres debido a un trauma en su infancia; creía que un día su príncipe vendría a salvarla, sin embargo, mientras era molestada por sus compañeros se da cuenta de que su príncipe "no se va a presentar", por lo tanto, desde ese momento decide no depender de los hombres y hacerse fuerte. Lleva el pelo recogido en dos coletas. Sin embargo, vuelve un poco su inocencia y la creencia en los príncipes de nuevo después de que Natsuo la rescatara una y otra vez, a pesar de sus repetidos ataques, y se disculpa con ella por "llegar tarde" a su rescate.
Runa Momochi (百地 瑠奈 Momochi Runa?)
De tercer año (clase 3) una chica bastante atractiva y popular. Siempre está cerca del Presidente Miyabi. Tuvo una infancia complicada ya que cuando era niña no tenía los cuidados necesarios y debía cuidar de su madre la cual tenía una enfermedad mental. Conoció a Hayasaka cuando eran niños siendo compañeros de juego. Sabe usar la hipnosis y lo utiliza para descubrir el pasado de los demás.
Komari Yukioka (雪岡 小鞠 Yukioka Komari?)
Una chica linda y tranquila, ella es la más pequeña del Consejo Estudiantil y, a menudo se alimenta de dulces por el presidente. Su encanto cursi e infantil encanta a cualquier persona hasta el punto de esclavizarlos. Cuando habla, sus palabras no coinciden con su aspecto de muñeca linda , permaneciendo así en silencio a fin de mantener su encanto. Actualmente, sólo Shibuya y el presidente saben de su fachada tranquila sin embargo, ella está empezando a recuperar las funciones normales del habla. Parece ser algo así como una pervertida, comentando acerca de los otros cuerpos de los estudiantes masculinos y querido tocar el trasero de la presidenta.

### Higashi High
Kōhei Kangawa (寒川 航平 Kangawa Kōhei?)
Es miembro de la vieja banda de Mafuyu. Mientras Mafuyu era Banchou, Kengawa se desempeñó como número el 2, y Maizono como número 3. Después de que Mafuyu fuera trasladada, se convirtió en Banchou. En el pasado, había ido a desafiar Mafuyu pero derrotado, posteriormente decidió unirse a Higashi High después de su derrota.  A pesar de que se ve a menudo de buen humor, considerando las circunstancias de Mafuyu, impidió que ella se involucrara en la "pelea" entre Higashi High y Nishi High. De entre todos en Higashi High, él es el que demuestra extrañar más a Mafuyu, queriendo, por ejemplo, ser la primera persona que Mafuyu fuera a ver cuando ella regresara. Se desconoce si esto es simplemente posesividad como un amigo y / o ex subordinados a un líder a quien admiraba mucho o si se refería a esto de una manera más íntima.
Yūto Maizono (舞苑 誘人 Maizono Yūto?)
De tercer año, el número 3 dentro de la vieja banda de Mafuyu (cuando ella era Banchou), ahora el número 2. Un autoproclamado M (masoquista), a menudo molesta a Mafuyu para tomar su enojo en él (u otros). Se encuentra con Hayasaka y Okegawa un día mientras iba a visitar Mafuyu a y entregarle unas galletas hechas por Yamashita. Él, como el resto de la vieja pandilla de Mafuyu, respeta profundamente y admira Mafuyu a pesar de ya no ser su Banchou y ha dicho a Hayasaka que había sido difícil para él adaptarse a la vida sin ella.

## Lista de volúmenes
| Volumen 1 | ISBN               | Publicado           |
| Volumen 1 | ISBN 9784592185314 | 18 de enero de 2008 |
|           |                    |                     |

| Volumen 2 | ISBN               | Publicado          |
| Volumen 2 | ISBN 9784592185321 | 19 de mayo de 2008 |
|           |                    |                    |

| Volumen 3 | ISBN               | Publicado                |
| Volumen 3 | ISBN 9784592185338 | 19 de septiembre de 2008 |
|           |                    |                          |

| Volumen 4 | ISBN               | Publicado             |
| Volumen 4 | ISBN 9784592185345 | 19 de febrero de 2009 |
|           |                    |                       |

| Volumen 5 | ISBN               | Publicado             |
| Volumen 5 | ISBN 9784592185352 | 19 de octubre de 2009 |
|           |                    |                       |

| Volumen 6 | ISBN               | Publicado           |
| Volumen 6 | ISBN 9784592185369 | 19 de marzo de 2010 |
|           |                    |                     |

| Volumen 7 | ISBN               | Publicado           |
| Volumen 7 | ISBN 9784592185376 | 16 de julio de 2010 |
|           |                    |                     |

| Volumen 8 | ISBN               | Publicado           |
| Volumen 8 | ISBN 9784592185383 | 16 de julio de 2010 |
|           |                    |                     |

| Volumen 9 | ISBN               | Publicado               |
| Volumen 9 | ISBN 9784592185390 | 19 de noviembre de 2010 |
|           |                    |                         |

| Volumen 10 | ISBN               | Publicado           |
| Volumen 10 | ISBN 9784592185406 | 18 de marzo de 2011 |
|            |                    |                     |

| Volumen 11 | ISBN               | Publicado           |
| Volumen 11 | ISBN 9784592192664 | 20 de julio de 2011 |
|            |                    |                     |

| Volumen 12 | ISBN               | Publicado               |
| Volumen 12 | ISBN 9784592192671 | 18 de noviembre de 2011 |
|            |                    |                         |

| Volumen 13 | ISBN               | Publicado           |
| Volumen 13 | ISBN 9784592192688 | 20 de abril de 2012 |
|            |                    |                     |

| Volumen 14 | ISBN               | Publicado            |
| Volumen 14 | ISBN 9784592192695 | 20 de agosto de 2012 |
|            |                    |                      |

| Volumen 15 | ISBN               | Publicado               |
| Volumen 15 | ISBN 9784592192701 | 20 de diciembre de 2012 |
|            |                    |                         |

| Volumen 16 | ISBN               | Publicado          |
| Volumen 16 | ISBN 9784592194866 | 20 de mayo de 2013 |
|            |                    |                    |

| Volumen 17 | ISBN               | Publicado             |
| Volumen 17 | ISBN 9784592194873 | 18 de octubre de 2013 |
|            |                    |                       |

| Volumen 18 | ISBN               | Publicado           |
| Volumen 18 | ISBN 9784592194880 | 18 de abril de 2013 |
|            |                    |                     |

| Volumen 19 | ISBN               | Publicado             |
| Volumen 19 | ISBN 9784592194897 | 20 de octubre de 2014 |
|            |                    |                       |

| Volumen 20 | ISBN               | Publicado           |
| Volumen 20 | ISBN 9784592215301 | 20 de abril de 2015 |
|            |                    |                     |

| Volumen 21 | ISBN                | Publicado               |
| Volumen 21 | ISBN 978-4592215318 | 20 de noviembre de 2015 |
|            |                     |                         |

| Volumen 22 | ISBN                | Publicado           |
| Volumen 22 | ISBN 978-4592215325 | 20 de junio de 2016 |
|            |                     |                     |